# Americorchestia megalophthalma
Americorchestia megalophthalma is een vlokreeftensoort uit de familie van de Talitridae. De wetenschappelijke naam van de soort is voor het eerst geldig gepubliceerd in 1862 door Bate.